# 兰屿念珠藤
兰屿念珠藤（学名：Alyxia sibuyanensis），又名念珠藤，为夹竹桃科念珠藤属下的一个种。
西元1912年7月被川上瀧彌和佐佐木舜一於綠島所發現並命名。

## 扩展阅读
- 維基物種上的相關：兰屿念珠藤